# Ana, a Libertina
Ana, a Libertina é um filme brasileiro de 1975, do gênero drama policial, escrito e dirigido por Alberto Salvá.

## Sinopse
Uma jovem é encontrada morta, e as investigações — conduzidas por um delegado com quem ela tivera um caso amoroso — apontam ex-marido como culpado. Mas uma confissão inesperada muda o rumo da trama.

## Elenco
- Marília Pêra.... Ana
- Daniel Filho.... Raul
- Édson França.... delegado Jorge
- José Wilker.... João Paulo
- Stênio Garcia
- Wilson Grey.... porteiro
- Roberto Bonfim
- Irma Alvarez
- Rafael de Carvalho
- Zózimo Bulbul
- Suzana Faíni
- Gracinda Freire
- Kátia d'Angelo
- Ruth de Souza
- Aurimar Rocha
- Annik Malvil
- Fernando José